# Edward Cummins
Edward McClellan Cummins (* 25. Juli 1886 in Chicago, Illinois; † 21. November 1926 in New Britain, Connecticut) war ein US-amerikanischer Golfer.

## Biografie
Edward Cummins spielte Golf im Exmoor Country Club. Bei den Olympischen Spielen 1904 in St. Louis wurde er mit der Western Golf Association im Mannschaftswettkampf Olympiasieger. Im Einzel hingegen schied er in der ersten Runde gegen Francis Newton aus.
Sein Vater Benjamin Franklin Cummins war 1904 Präsident der Western Golf Association. Sein Onkel war der Politiker Albert B. Cummins.